# Porta Troiana
La porta Troiana era una delle cinque porte d'accesso alla città di Melfi (PZ). Benché oggi ne rimanga solamente il varco stradale, la sua posizione e la sua funzione originaria la rendono una significativa testimonianza del sistema difensivo e dell'assetto urbano storico della città.

## Storia
I Normanni decisero di espandere la roccaforte di Basilio Boiannes il quale aveva costruito le mura nel 1018 per sigillarla. La prima porta fu la Porta Calcinaia ma le continue espansioni crearono il problema di costruire nuovi accessi. Pochi metri più a destra dell'attuale Porta Troiana fu costruita la Porta S.Pietro, chiamata in seguito S.Agostino. Il cambio del nome fu dovuto alla variazione d'importanza delle chiese adiacenti. I Normanni costruirono la chiesa di S.Pietro, defunzionalizzata dopo la costruzione della cattedrale nel 1067. La chiesa fu sostituita dalla chiesa di S.Agostino. Tale porta si trovava presso la biblioteca Nitti, pochi metri a destra dell'attuale Porta Troiana. Nel corso dell'espansione urbana voluta dai fratelli normanni Guglielmo Braccio di Ferro, Drogone d'Altavilla, Umfredo d'Altavilla e Roberto il Guiscardo, i quali avevano cominciato l'edificazione di una motta difensiva sulla sommità del colle, secondo la tecnica nordica, nonché di dodici importanti residenze, con altrettante piazze per dodici cavalieri normanni. È detta "Troiana" poiché si apriva lungo la strada che conduceva a Troia. Il toponimo è dunque di natura geografica e non ha alcun legame storico con la figura di Troiano Caracciolo, duca di Melfi nel XV secolo; tale attribuzione è frutto di un errore storiografico postumo.

Tuttavia, sebbene l'appellativo non sia dovuto al duca, fu lui a farla costruire perché in epoca di fine Medioevo la città ebbe un' ennesima espansione muraria. La porta S.Agostino fu sostituita dall'attuale Porta Troiana. Il tutto avvenne nel XV secolo. Sempre in epoca caraccioliana, il lato est delle mura venne portato a centinaia di metri più ad Oriente con la costruzione dell'attuale Porta S.Antolino, in precedenza presente più ad Occidente. 

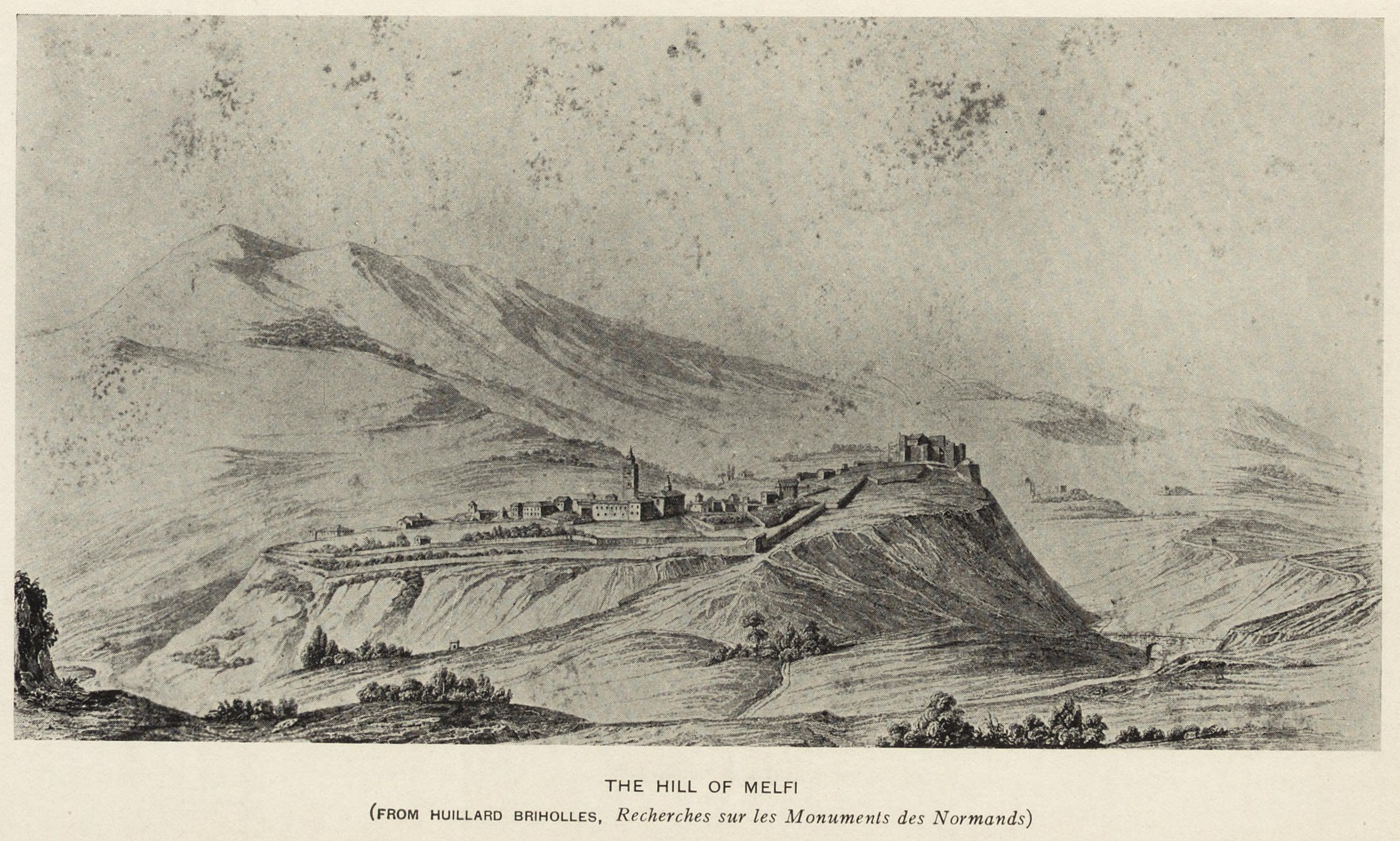
Melfi durante il periodo normanno. Visibile, lungo la cinta muraria, la porta Troiana.

Tra la fine del XIX secolo e l'inizio del XX secolo, in seguito all'espansione urbana e alla necessità di migliorare la viabilità, la porta venne parzialmente demolita per consentire il passaggio di mezzi moderni. Ulteriori danni si ebbero con il terremoto del 1930, che compromise la stabilità dell'intero sistema murario. Ad oggi, della porta Troiana rimane solamente il varco stradale, mentre della struttura originaria sopravvivono alcuni frammenti occupati da un traliccio elettrico e da una palazzina di case popolari realizzata dall’ex IACP, per i quali sono in programma progetti di abbattimento.

## Architettura
La porta si apriva lungo una cortina muraria che seguiva l'andamento del terreno ed era molto probabilmente posta fra due tratti angolati, concepiti per migliorarne la difesa. Il passaggio centrale era a sesto acuto, coperto da una struttura voltata in muratura, mentre la zona d'ingresso risultava leggermente avanzata rispetto alla cinta muraria, suggerendo così la presenza di un piccolo avancorpo. Le murature erano realizzate in pietra lavica locale, in concomitanza con la struttura degli altri ingressi.